# Arriva l'uomo del ghiaccio
Arriva l'uomo del ghiaccio (The Iceman Cometh) è un'opera teatrale del drammaturgo statunitense Eugene O'Neill, scritta nel 1939 e portata in scena per la prima volta nel 1946 a Broadway.

## Trama
New York, 1912. Harry Hope gestisce un bar e una pensione nel Greenwich Village, frequentato soprattutto da prostitute e alcolizzati. I clienti abituali, circa quindici, passano tutto il loro tempo annegando i loro problemi nell'alcol e cercando di farsi dare da bere gratuitamente da Harry e dagli altri baristi. L'unico momento interessante delle loro vite è la visita annuale del commesso viaggiatore Theodore "Hickey" Hickman, che quando finisce le sue vendite nell'East Coast viene sempre nel village per celebrare. Tra una visita e l'altra, i clienti di Hope passano le loro giornate a ricordare i presunti bei tempi andati e a raccontarsi i rispettivi sogni e ambizioni: Joe Mott, ad esempio, vuole riaprire il suo casinò, mentre l'inglese Cecil "Il Capitano" Lewis ed il sudafricano Piet "Il Generale" Wetjoen, un tempo nemici durante le guerre boere e ora inseparabili amici, sognano di tornare nelle rispettive patrie. Lo stesso Harry Hope non ha meno problemi dei suoi clienti: il barista non ha lasciato la locanda dalla morte della moglie, avvenuta vent'anni prima, anche se ogni anno promette che nel giorno del suo compleanno riuscirà finalmente a lasciare il bar per fare un giro intorno al quartiere. Pat McGloin spera di tornare a prestare servizio nelle forze dell'ordine, Ed Mosher passa le sue giornate a bere dopo essere stato licenziato per la sua abitudine di fare la cresta sui guadagni. Altri clienti includono Hugo Kalmar, addormentato per la gran parte del tempo, e gli anarchici Larry Slade e Don Parritt.
L'arrivo del carismatico Hickey infonde nuova vita nel bar anche se tutti i presenti sono sorpresi dalla sua scelta di essere diventato astemio. I cambiamenti però non sono finiti e invece di offrire da bere come al solito, Hickey incoraggia la clientela di derelitti ad accantonare i loro sogni infranti e cuori spezzati per concentrarsi sul loro futuro e le loro ambizioni. Il discorso dell'uomo sembra avere avuto un certo effetto sui presenti dato che il giorno dopo, durante la festa di compleanno di Hope, vecchie tensioni e segreti vengono finalmente risolti tra i frequentatori della pensione. Hickey riesce anche a convincere molti di loro a darsi una ripulita e tornare nel mondo. Ma, nonostante le loro migliori intenzioni, il mondo al di fuori della locanda non è cambiato e gli uomini finiscono per tornare alla pensione, falliti e derelitti come sempre. Qui scoprono che la moglie di Hickey, la cui morte era stata annunciata dal venditore il giorno prima, era stata uccisa dallo stesso Hickey. L'uomo confessa l'omicidio, ma lo giustifica con il troppo amore che nutriva nei confronti della donna. Il suo matrimonio con Evelyn era in crisi da tempo e, paradossalmente, Hickey incolpava la moglie per tutte le volte in cui lo aveva perdonato per il suo alcolismo e per i suoi tradimenti. Hickey afferma di aver ucciso Evelyn per liberarla dal dolore causato dalle sue infedeltà, essendo troppo innamorato di lei per farla soffrire in questo modo. Hickey ha un crollo nervoso mentre racconta la storia e si accorge di aver perso completamente il senno. Gli astanti decidono di testimoniare a processo per confermare l'instabilità mentale dell'uomo, che però rifiuta il loro aiuto perché vuole essere condannato a morte per il suo crimine.
I clienti della locanda sono d'accordo sul fatto che è stata la perdita dei suoi sogni irrealizzabili a spingere Hickey nella pazzia, dato che questo tipo di sogni sono ciò che danno uno scopo alla vita e sono un rifugio per le delusioni quotidiane. Il fallimento di Hickey si ripercuote anche sui clienti, che tornano alle loro esistenze miserabili in un torpore alcolico. Ma ciò è impossibile per il giovane Don Parritt, che ha tradito la madre consegnandola alla polizia per il suo credo anarchico: la donna è stata condannata all'ergastolo e, incapace di vivere con il senso di colpa, Parritt si uccide gettandosi dalla scala antincendio.

## Storia delle rappresentazioni
Eugene O'Neill scrisse Arriva l'uomo del ghiaccio nel 1939, ma continuò a rimandare la sua messa in scena per sette anni, temendo che il pubblico non l'avrebbe apprezzato. O'Neill cambiò idea solamente nel 1946, all'apice del suo successo, e il dramma fu portato in scena al Martin Beck Theatre di Broadway per la regia di Eddie Dowling. Nonostante le recensioni contrastanti, la pièce rimase in cartellone per 146 repliche, dal 9 ottobre al 15 maggio 1947. Il ruolo di Don Parritt fu originariamente offerto a Marlon Brando, che rifiutò la parte. Il ruolo di Hickey, ora ritenuto tra i più complessi nel repertorio teatrale statunitense, si rivelò troppo per James Barton, il suo primo interprete, che continuò a dimenticarsi le battute nel corso delle rappresentazioni.
Il dramma è stato riportato a Broadway in altri quattro allestimenti tra il 1973 e il 2018 e il ruolo di Hickey ha attratto nel corso dei decenni alcuni dei più importanti attori teatrali, tra cui Jason Robards (New York, 1956; Broadway, 1985), James Earl Jones (Broadway, 1973), Ian Holm e Alan Tilvern (Londra, 1976), Jack Shepherd (Londra, 1980), Brian Dennehy (Chicago, 1990), Kevin Spacey (Londra, 1998; Broadway, 1999), Nathan Lane (Chicago, 2012; New York, 2015) e Denzel Washington (Broadway, 2018).
In Italia il testo è stato pubblicato nel 1949, ma la prima sulle scene è avvenuta nel 1965, in una produzione diretta da Luigi Squarzina per Teatro Stabile di Genova. Facevano parte del cast Nanni Bertorelli, Eros Pagni e Tino Buazzelli nel ruolo di Hickey.

## Adattamenti
Dal dramma è stata tratta la trasposizione cinematografica The Iceman Cometh, con la egia di John Frankenheimer (1973).

## Edizioni italiane
- Arriva l'uomo del ghiaccio, traduzione di B. Fonzi, Collezione di teatro n.90, Torino, Einaudi, 1965.